# Delfín Benítez Cáceres
Pour les articles homonymes, voir Benitez et Cáceres.
Delfín Benítez Cáceres, né le 24 septembre 1910 à Asuncion au Paraguay et mort le 1er août 2004, est joueur international de football paraguayen et argentin, qui évoluait en tant qu'attaquant.

## Biographie
Surnommé Machetero, Benítez commence sa carrière au Libertad, club de son pays natal.
Il est l'un des joueurs clés de l'équipe du Paraguay dans les années 1930 où il attire l'attention du club argentin de Boca Juniors qui le fait signer en 1932. Il devient une pièce maitresse de l'effectif Porteños pendant les 7 ans qu'il passe au club (il marque 107 buts en 162 matchs, ce qui fait de lui le 5e meilleur buteur du club de tous les temps). Les supporters du Boca considèrent Benítez comme « peut-être le meilleur joueur étranger à avoir porté le maillot bleu et doré du Boca Juniors ».
Proche de la fin de sa carrière, Benítez joue également dans les clubs argentins du Racing Club (entre 1939 et 1941) et du Club Ferro Carril Oeste (entre 1941 et 1944). Durant sa période au Racing, il devient le meilleur buteur du championnat argentin et du football sud-américain de l'année 1940 avec 33 buts ex æquo avec Isidro Lángara de San Lorenzo.
Il joue 15 fois et inscrit 3 buts avec l'équipe du Paraguay, et joue ensuite avec l'équipe d'Argentine en 1934, en inscrivant un but en seulement une apparition.
Après sa retraite de footballeur, il devient entraîneur et prend les rênes de l'Independiente Medellín en Colombie et gagne le championnat en 1955. Il entraîne par la suite de nombreuses équipes vénézuéliennes.